# Carlos Salamanca
Carlos Salamanca (Bogotá, 15 de Janeiro de 1983) é um tenista profissional colombiano, seu melhor ranking de N. 149, em simples, ele representa a Equipe Colombiana de Copa Davis.

## Títulos
Simples (4)
| Legenda               |
| ATP Challenger Series |

| N. | Data             | Torneio            | Piso   | Oponente na final     | Placar da final     |
| 1. | 10 Julho 2006    | Cuenca, Equador    | Saibro | Giovanni Lapentti     | 4-6, 7-6(8), 7-5    |
| 2. | 09 Julho 2007    | Bogota, Colômbia   | Saibro | Thomaz Bellucci       | 4-6, 6-3, 6-2       |
| 3. | 21 Setembro 2009 | Bogota-3, Colômbia | Saibro | Riccardo Ghedin       | 6-1, 7-6(5)         |
| 4. | 28 Setembro 2009 | Quito, Equador     | Saibro | Sebastián Decoud      | 7-6(4), 6-7(5), 6-4 |
| 5. | 3 Outubro 2010   | Cali, Colômbia     | Saibro | Júlio Silva           | 7–5, 3–6, 6–3       |
| 6. | 15 Abril 2012    | Pereira, Colômbia  | Saibro | Rubén Ramírez Hidalgo | 5–7, 6–2, 6–1       |